# Baco (Oriental Mindoro)
Baco ist eine philippinische Stadtgemeinde in der Provinz Oriental Mindoro. Sie hat 37.215 Einwohner (Zensus 1. August 2015).

## Geografie
Die Stadtgemeinde Baco liegt im Norden der Provinz Oriental Mindoro. Sie grenzt im Osten an Calapan City und Naujan, im Süden an Santa Cruz und Sablayan in der Provinz Occidental Mindoro und im Westen an San Teodoro. Die Gemeinde liegt am östlichen Eingang zur Isla-Verde-Straße, diese gilt als ein Hot Spot der Biodiversität der Unterwasserwelt auf den Philippinen und weltweit.

## Baranggays
Baco ist politisch in 27 Baranggays unterteilt.
| - Alag - Bangkatan - Burbuli - Catwiran I - Catwiran II - Dulangan I - Dulangan II - Lumang Bayan - Malapad - Mangangan I - Mangangan II - Mayabig - Pambisan - Pulang-Tubig | - Putican-Cabulo - San Andres - San Ignacio (Dulangan) - Santa Cruz - Santa Rosa I - Santa Rosa II - Tabon-tabon - Tagumpay - Water - Baras (Mangyan Minority) - Bayanan - Lantuyang (Mangyan Minority) - Poblacion |